# Liste der Biografien/Horm
Liste der Biografien |
Portal Biografien |
Personensuche
# |
A |
B |
C |
D |
E |
F |
G |
H |
I |
J |
K |
L |
M |
N |
O |
P |
Q |
R |
S |
T |
U |
V |
W |
X |
Y |
Z |
?
 
Ha |
Hd |
He |
Hi |
Hj |
Hk |
Hl |
Hm |
Hn |
Ho |
Hr |
Hs |
Ht |
Hu |
Hv |
Hw |
Hy
 
Hoa |
Hob |
Hoc |
Hod |
Hoe |
Hof |
Hog–Hok |
Hol |
Hom |
Hon |
Hoo |
Hop |
Hoq |
Hor |
Hos |
Hot |
Hou |
Hov |
How |
Hox |
Hoy |
Hoz
 
Hora |
Horb |
Horc |
Hord |
Hore |
Horf |
Horg |
Horh |
Hori |
Horj |
Hork |
Horl |
Horm |
Horn |
Horo |
Horp |
Horr |
Hors |
Hort |
Horu |
Horv |
Horw |
Horx |
Hory |
Horz
Die Liste der Biografien führt alle Personen auf, die in der deutschsprachigen Wikipedia einen Artikel haben. Dieses ist eine Teilliste mit 90 Einträgen von Personen, deren Namen mit den Buchstaben „Horm“ beginnt.

## Horm
- Horm, Arvo (1913–1996), estnischer Wirtschaftswissenschaftler und Exil-Politiker

### Horma
- Horman, Charles (1942–1973), US-amerikanischer Journalist und Dokumentarfilmer
- Hörmander, Lars (1931–2012), schwedischer Mathematiker und Fields-Medaillenträger
- Hörmann von Hörbach, Joseph (1778–1852), bayerischer Ministerialbeamter
- Hörmann von Hörbach, Ludwig (1837–1924), österreichischer Bibliothekar und Volkskundler
- Hörmann von Hörbach, Otto (1848–1923), bayerischer Adeliger und Mediziner; Obermedizinalrat
- Hörmann von Hörbach, Walther (1865–1946), österreichischer Kirchenrechtler
- Hörmann von Hörbach, Winfried (1821–1896), deutscher Politiker (LRP), bayerischer Staatsminister, Regierungspräsident, MdR
- Hörmann von und zu Gutenberg, Wolfgang Ludwig (1713–1795), deutscher Kanzleidirektor und Stadtchronist
- Hörmann, Adolf (1835–1906), deutscher Ingenieur und Professor für Mechanik und Maschinenlehre
- Hörmann, Alfons (* 1960), deutscher Manager und SportfunktionärAlfons Hörmann (* 1960)

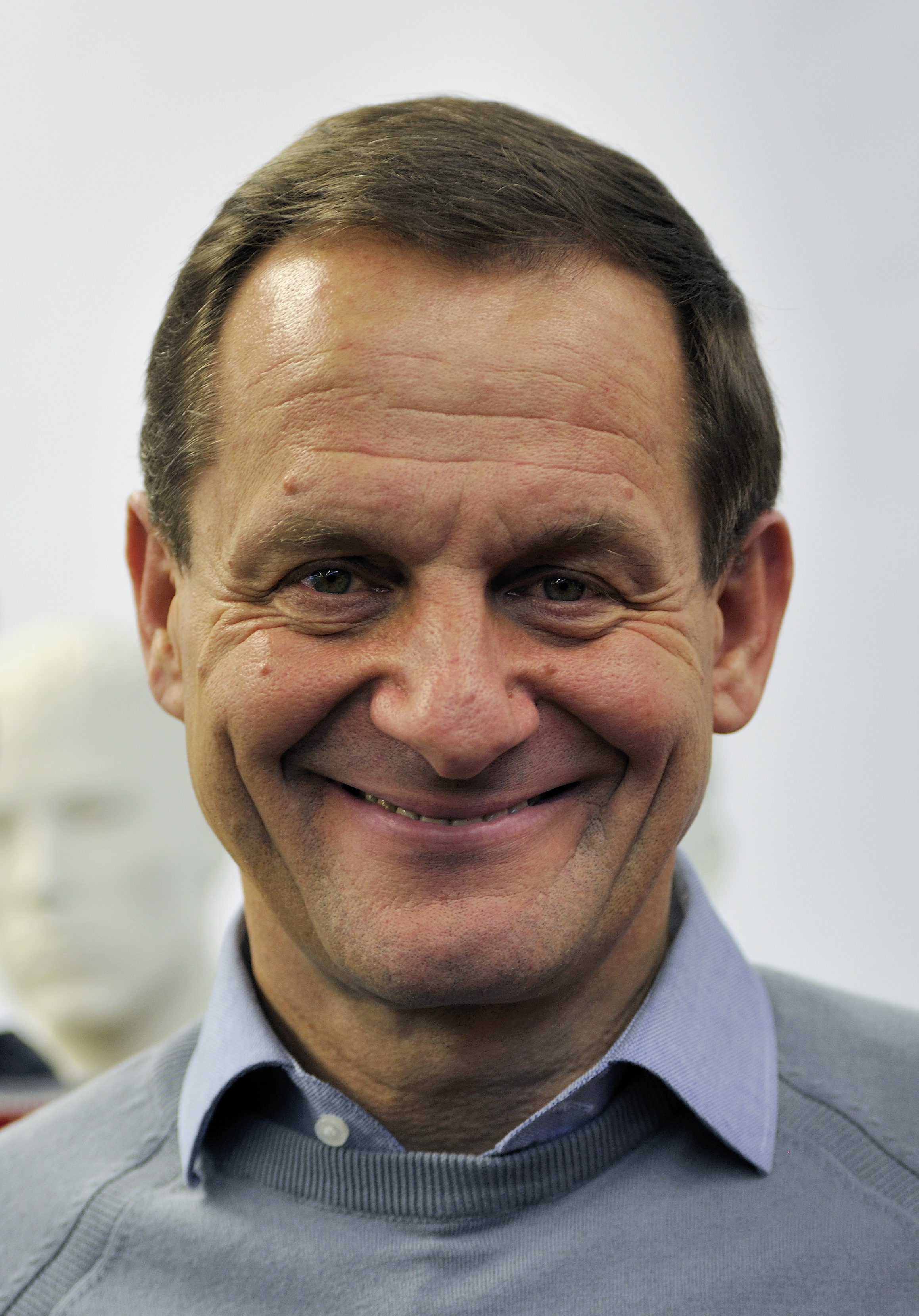
Alfons Hörmann (* 1960)

- Hörmann, Angelika (* 1953), österreichische Politikerin (Grüne), Landtagsabgeordnete in Tirol
- Hörmann, Angelika von (1843–1921), Tiroler Dichterin
- Hörmann, Armin (1907–1979), deutscher Politiker (SPD), MdL
- Hörmann, Arne (* 1979), deutscher Schauspieler, Synchronsprecher und Sänger
- Hörmann, Bernhard (1898–1977), deutscher Arzt, Zahnarzt, Politiker (NSDAP) und NS-Funktionär im Gesundheitswesen
- Hörmann, Christine (* 1959), deutsche Jazzmusikerin (Baritonsaxophon, Flöte, Klarinette)
- Hörmann, Ekkehard (1933–2014), österreichischer Architekt
- Hörmann, Francisco (* 1967), chilenischer Fußballspieler
- Hörmann, Franz (* 1960), österreichischer ÖkonomFranz Hörmann (* 1960)

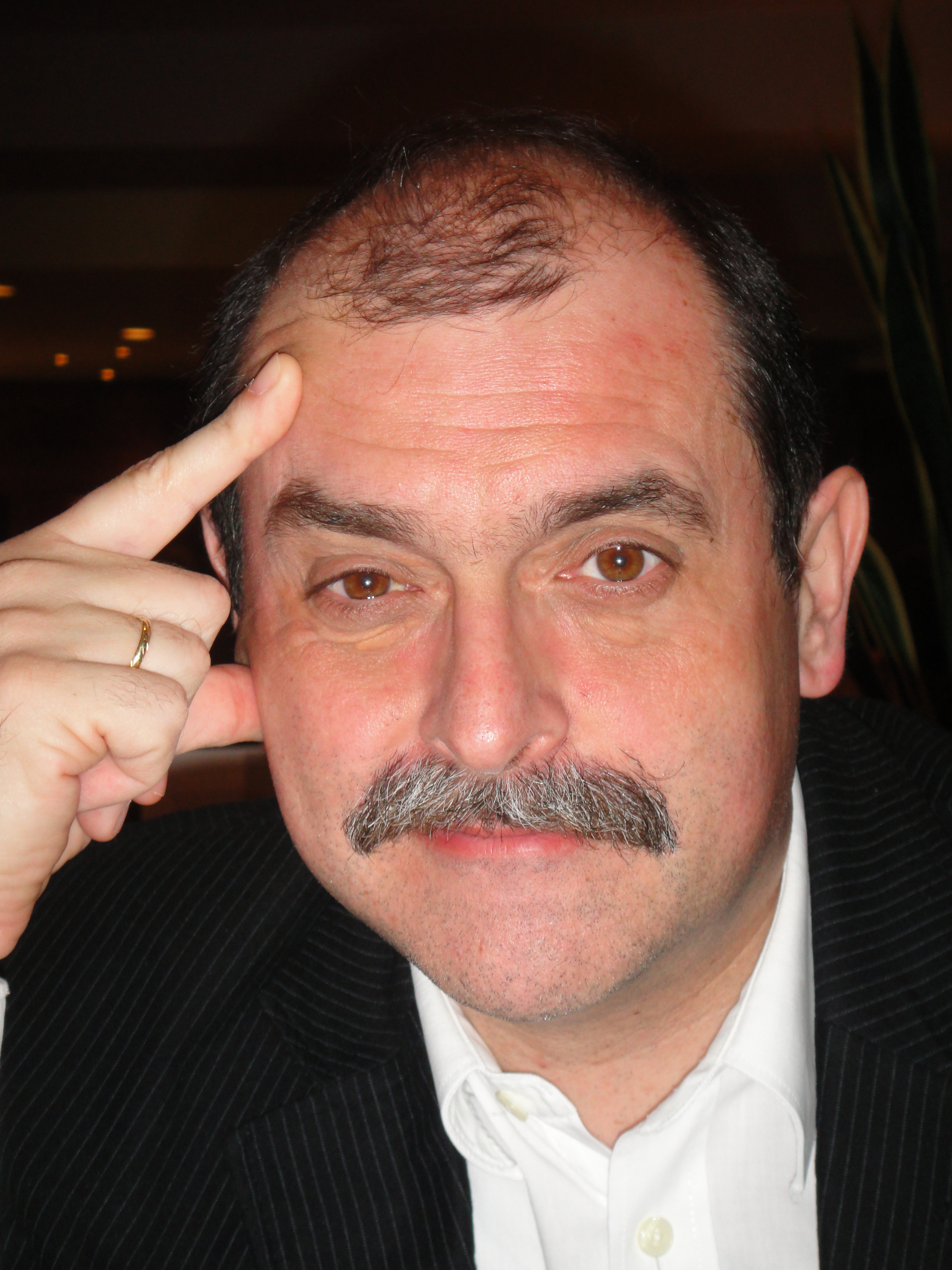
Franz Hörmann (* 1960)

- Hormann, Friedrich (1893–1953), deutscher Baubeamter, Parteifunktionär (NSDAP) und SA-Führer
- Hörmann, Georg (1491–1552), deutscher Patrizier und Unternehmer
- Hörmann, Georg (1914–1996), deutscher Gynäkologe und Geburtshelfer
- Hörmann, Georg (* 1946), deutscher Erziehungswissenschaftler
- Hörmann, Gernot (* 1974), österreichischer Moderator
- Hörmann, Günther (* 1940), deutscher Filmregisseur und Kameramann
- Hörmann, Hans (1894–1985), deutscher Bauforscher und Denkmalpfleger
- Hörmann, Hans (1923–2015), deutscher Radrennfahrer
- Hörmann, Hans (1924–1983), deutscher Psychologe
- Hörmann, Hans (1926–2011), deutscher Politiker (SPD), MdB
- Hormann, Hinrich (1863–1920), deutscher Pädagoge und Politiker, MdBB, MdR
- Hörmann, Johann (1651–1699), deutscher Jesuit und Kunstschreiner
- Hormann, Jörg-Michael (1949–2019), deutscher Sachbuchautor und freier Publizist
- Hörmann, Josef (1892–1946), deutscher Politiker (NSDAP) und Kreisleiter von Laupheim und Ehingen
- Hörmann, Judith (* 1983), deutsche Kanutin
- Hörmann, Karl (1915–2004), österreichischer katholischer Theologe
- Hormann, Karl (1930–1995), deutscher Ingenieur sowie Professor für Regelungstechnik und Automatische Steuerung
- Hörmann, Karl (* 1944), deutscher Musik- und Tanzpädagoge, Musik- und Tanztherapeut und Hochschullehrer
- Hörmann, Karl (* 1948), deutscher Mediziner und Hochschullehrer
- Hörmann, Leopold (1857–1927), österreichischer Mundartschriftsteller und Literaturkritiker
- Hörmann, Lioba von (1828–1899), deutsche Benediktinerin und Äbtissin des Klosters Frauenchiemsee (1911–1913)
- Hörmann, Ludwig (1918–2001), deutscher Radrennfahrer
- Hörmann, Nico (* 1978), deutscher Westernreiter
- Hörmann, Paul (* 1967), niederländischer Opernsänger (Tenor), Schauspieler, und Produzent
- Hörmann, Philipp (* 1990), österreichischer Fußballspieler
- Hörmann, Raimund (* 1957), deutscher Ruderer
- Hormann, Sherry (* 1960), US-amerikanisch-deutsche Film- und FernsehregisseurinSherry Hormann (* 1960)
- Hörmann, Silke (* 1986), deutsche Kanutin

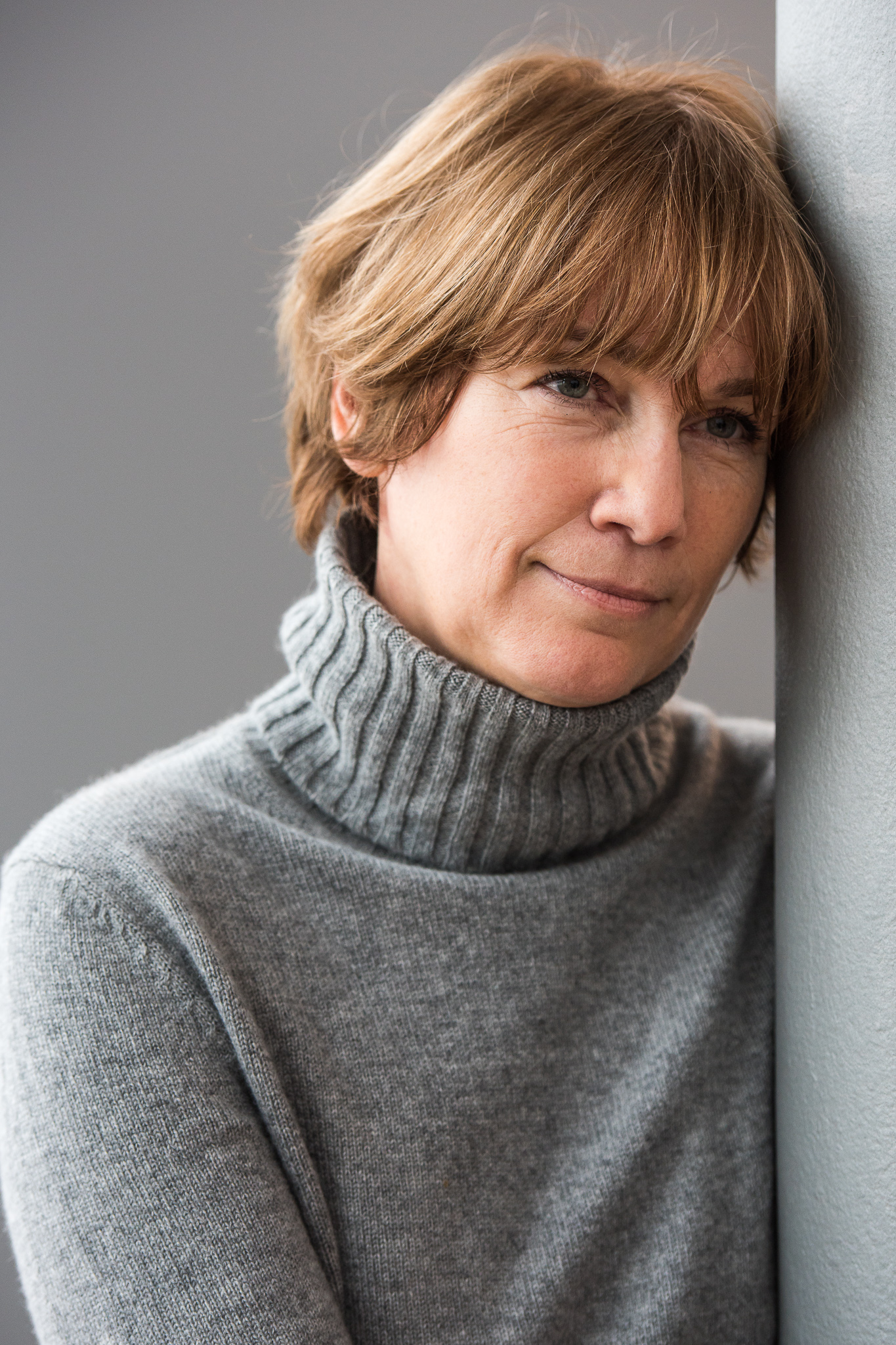
Sherry Hormann (* 1960)

- Hormann, Sophie Fessy (* 1859), deutsche Malerin und Bildhauerin
- Hörmann, Theo von (1914–1994), österreichischer Filmproduzent und Kameramann
- Hörmann, Theodor von (1840–1895), österreichischer Landschaftsmaler
- Hörmann, Walter (* 1961), österreichischer Fußballspieler und -trainer
- Hörmann, Xaver (1910–1943), deutscher Kanute
- Hormat, Siprianus (* 1965), indonesischer Geistlicher und römisch-katholischer Bischof von Ruteng
- Hormayr, Josef von (1705–1779), österreichischer Staatsmann
- Hormayr, Joseph von († 1848), österreichischer Geschichtsschreiber
- Hormazábal, Carlos (1884–1947), chilenischer Fußballspieler
- Hormazábal, Enrique (1931–1999), chilenischer Fußballspieler
- Hormazábal, Fabián (* 1996), chilenischer Fußballspieler
- Hormazábal, Francisco (1919–1990), chilenischer Fußballspieler
- Hormazábal, Luis (* 1958), chilenischer Fußballspieler
- Hormazábal, Pablo (1923–2007), chilenischer Fußballspieler

### Horme
- Hormel, Claus (* 1957), deutscher Handballspieler
- Hormel, George A. (1860–1946), US-amerikanischer Unternehmer
- Hormel, James (1933–2021), US-amerikanischer Diplomat und Bürgerrechtsaktivist
- Hormel, Otto (1886–1971), deutscher Marineoffizier, zuletzt im Dienstgrad eines Admirals der Kriegsmarine
- Hormeni, altägyptischer Beamter
- Hormes, Dennis (* 1981), deutscher Gitarrist, Sänger und SongwriterDennis Hormes (* 1981)

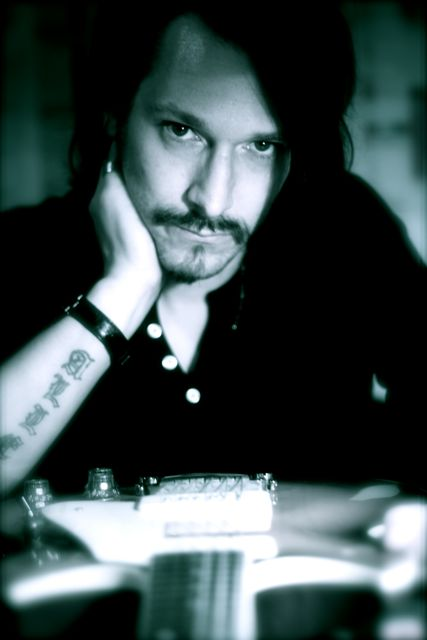
Dennis Hormes (* 1981)

### Hormi
- Hormia-Poutanen, Kristiina, finnische Agrarwissenschaftlerin, Bibliothekarin
- Hormigo, Ana (* 1981), portugiesische Judoka
- Hormin, altägyptischer Schatzmeister und Vorsteher des königlichen Harems
- Hormisdas († 523), Papst (514–523)
- Hormizd, spätantiker persischer Usurpator
- Hormizd I., König der Kuschano-Sassaniden
- Hormizd I. († 273), Großkönig des Sassanidenreiches
- Hormizd II. († 309), persischer Großkönig
- Hormizd III. († 459), persischer König
- Hormizd IV., persischer Großkönig aus dem Geschlecht der Sassaniden (579–590)
- Hormizd V., Großkönig des Perserreiches
- Hormizd, Yohannan VIII. (1760–1838), Patriarch von Babylon der chaldäisch-katholischen Kirche

### Hormo
- Hörmonseder, Anselm (1686–1740), österreichischer Augustiner-Eremit

### Hormu
- Hormuth, Frederic (* 1968), deutscher Kabarettist, Kabarettautor und Musiker
- Hormuth, Karl Friedrich (1904–1992), deutscher Prähistoriker
- Hormuth, Stefan (1949–2010), deutscher Psychologe
- Hormuth-Kallmorgen, Margarethe (1857–1916), deutsche Malerin und Grafikerin
- Hormuzaki, Alexander (1823–1871), österreichisch-rumänischer Politiker und Publizist
- Hormuzaki, Alexander von (1869–1945), österreichisch-rumänischer Politiker
- Hormuzaki, Constantin (1811–1869), österreichischer Jurist und rumänischer Politiker
- Hormuzaki, Constantin von (1862–1937), österreichisch-rumänischer Naturwissenschaftler, Jurist und Politiker
- Hormuzaki, Eudoxius von (1812–1874), österreichisch-rumänischer Politiker und Historiker im Herzogtum Bukowina, aber auch Historiker und Schriftsteller